# 金色のリボン
『金色のリボン』（きんいろのリボン）は、松田聖子のコンピレーション・アルバム。1982年12月5日発売。発売元はCBS・ソニー。

## 概要
クリスマス企画アルバムで、発売当時は各2枚組（2本組）カートンBOX仕様アナログ盤20万枚とカセットテープ10万本のみ発売の完全生産限定盤であった。
1枚目の『Blue Christmas』はクリスマスソング盤でカバーを含む新録音5曲が収録されている。2枚目は、『Seiko・ensemble』で過去作品から選曲したベスト・セレクション。本作で初収録の楽曲「HAPPY SUNDAY」が収録されている。
本作は当時LPとカセットテープでのリリースであったが、「野ばらのエチュード」以外の新録曲は1984年発売アルバム『Seiko・Avenue』に収録、CD化されている。
「野ばらのエチュード」は、グリコ・ポッキーのCMで使用された新録バージョン。当作品のみの収録のため長い間CD化が待たれていたが、歌手デビュー20周年記念商品CD-BOX『SEIKO SUITE』（2000年7月5日）で約18年を経てようやくCD化された。
2006年7月19日に発売された、74枚組CD-BOX『Seiko Matsuda』に、デジタル・リマスタリング仕様、かつLPサイズジャケットにリニューアルされて同梱された。リマスター盤の個別販売はない。
2016年11月30日にステレオサウンドからSACDにて完全限定生産発売（初の単品販売）。
2020年12月2日にBlu-spec CD2にて発売。初回盤はオリジナル三方背ケース仕様でアナログ盤やカセットテープ発売時に封入されていた20ページ写真集付。

## 収録曲

### Disc 1　Blue Christmas
1. クリスマスソング・メドレー　（5:36） 
  - 赤鼻のトナカイ
訳詞：新田宣夫／作曲：J.Marks／編曲：大村雅朗
  - サンタ・クロースがやってくる
訳詞：新田宣夫／作曲：G.Autry, O.Haldeman／編曲：大村雅朗
  - ジングルベル
訳詞：音羽たかし／作曲：J.Pierpont／編曲：大村雅朗
  - White Christmas
作詞・作曲：I.Berlin／編曲：大村雅朗
2. 恋人がサンタクロース　（4:29）
  - 作詞・作曲：松任谷由実／編曲：大村雅朗

オリジナルは、1980年12月1日に発売された松任谷由実のアルバム『SURF&SNOW』に収録されている。これが松田の作品として初めて音源化されたカヴァー曲である。また、松任谷からの提供曲は全て「呉田軽穂」（ペンネーム）名義であったため、「松任谷由実」名義の楽曲に松田の声が乗った作品はこの曲のみである。
3. Blue Christmas　（4:09）
  - 作詞：松本隆／作曲：財津和夫／編曲：大村雅朗
4. ジングルベルも聞こえない　（3:43）
  - 作詞：松本隆／作曲・編曲：大村雅朗
5. 星のファンタジー　（3:55）
  - 作詞：松本隆／作曲・編曲：大村雅朗

別歌詞・別アレンジバージョンとなる「雪のファンタジー」が、1987年発売のアルバム『Snow Garden』に収録されている。こちらのバージョンは松本隆が監督を務めた映画『微熱少年』の挿入歌として松本が新たに歌詞を書いたもので、同映画のサウンドトラックにも収録されている。

### Disc 2　Seiko・ensemble
1. 小麦色のマーメイド　（3:35）
  - 作詞：松本隆／作曲：呉田軽穂／編曲：松任谷正隆
2. 白い貝のブローチ　（3:47）
  - 作詞：松本隆／作曲：財津和夫／編曲：戸塚修

アルバム『Silhouette 〜シルエット〜』（1981年5月21日）収録
3. HAPPY SUNDAY　（2:56）
  - 作詞：松本隆／作曲：財津和夫／編曲：大村雅朗

歌詞は、松田が当時パーソナリティを務めていたラジオ番組「ひとつぶの青春」において、一般公募で募集をして、その中から選ばれた一通を原案に松本隆が書き上げたものである。ちなみに、この公募では3万通ほど葉書が届いたという。第9回広島平和音楽祭参加曲
4. Romance　（3:26）
  - 作詞：松本隆／作曲：平井夏美／編曲：船山基紀

シングル「風立ちぬ」（1981年10月7日）B面
5. 野の花にそよ風 〜サブテーマ「雲」　（5:53）
  - 作詞・作曲：財津和夫／編曲：大村雅朗

※サブテーマ「雲」（Instrumental）：作曲・編曲：大村雅朗
映画『野菊の墓』挿入歌
6. 赤いスイートピー　（3:39）
  - 作詞：松本隆／作曲：呉田軽穂／編曲：松任谷正隆
7. 水色の朝　（3:56）
  - 作詞：松本隆／作曲：財津和夫／編曲：大村雅朗

アルバム『Pineapple』（1982年5月21日）収録
8. 一千一秒物語　（4:21）
  - 作詞：松本隆／作曲：大滝詠一／編曲：多羅尾伴内

アルバム『風立ちぬ』（1981年10月21日）収録
9. チェリーブラッサム　（3:21）
  - 作詞：三浦徳子／作曲：財津和夫／編曲：大村雅朗
10. 野ばらのエチュード（新録）　（4:02）
  - 作詞：松本隆／作曲：財津和夫／編曲：大村雅朗

## 関連作品
- Christmas Tree - 1990年代のクリスマス・アルバム。このアルバムのみの新曲も収録されている。
- Seiko・Avenue - クリスマスソングと、映画で使用された楽曲を集めた企画盤。
- Snow Garden - 松本隆がプロデュースした、冬を思わせる企画盤。
- Winter Tales - 松田自身が直接関わっていないと思われる、コンピレーション。夏編もある。